# Saba thompsonii
Saba thompsonii je jedna od tri vrste lijani u rodu Saba, porodica Apocynaceae koje rastu u zapadnoj tropskoj Africi od Obale Bjelokosti do južne Nigerije. Lijane su dužine do 30 metara, i obima do 20cm. Sadrži bijeli lateks ali se vodi kao bezvrijedan jer guma dobivena od njega nema elastičnosti.
Sinonim: Landolphia thompsonii A.Chev.